# Ловынька (река)
Ловынька (укр. Ловинька) — река, которая впадает в Замглайскую болотную систему, протекающая по Городнянскому и Репкинскому районам (Черниговская область, Украина).

## География
Длина — 10,5 км. Река берёт начало северо-западнее села Перерост (Городнянский район). Река течёт на юго-запад. Впадает в Замглайскую болотную систему западнее села Ловынь (Репкинский район) и восточнее ж/д остановочного пункта Замглай.
Русло слабо-извилистое. Долина занята лесным массивом (доминирование сосны) вне населённых пунктов.
Притоки: нет крупных.
Населённые пункты на реке (от истока к устью): Ловынь.